# U-Bahn-Station Heiligenstadt
Heiligenstadt is een metrostation in het district Döbling van de Oostenrijkse hoofdstad Wenen. Het station werd geopend op 11 mei 1976 en wordt bediend door lijn U4.